# Język andyjski
Język andyjski (nazwa własna: КъIваннаб мицци) – jeden z niewielkich języków kaukaskich, używany przez Andyjczyków. Należy do języków andyjskich w zespole awaro-didojskim, tworzącym podgrupę wśród języków dagestańskich w grupie północno-wschodniej (nachsko-dagestańskiej) języków kaukaskich. 
Językiem andyjskim posługuje się ludność w południowodagestańskich osiedlach Andi (od którego wywodzi się nazwa języka) oraz ośmiu innych dagestańskich wiosek. 
Według danych z 2010 r. posługuje się nim 6 tys. osób (niewielka część grupy etnicznej).
Dane mówiące o liczbie osób posługujących się tym językiem są bardzo rozbieżne i niepewne. Według statystyk w 1926 r. języka tego używało 7681 osób. W późniejszym czasie Andyjczycy uznawani byli za odłam Awarów i tak też zapisywani podczas kolejnych spisów powszechnych. Szacunki z roku 1993 mówiły o 10 tys. użytkowników języka, natomiast według spisu powszechnego, przeprowadzonego na terenie Federacji Rosyjskiej w 2000 r. liczba osób posługujących się tym językiem wynosiła 21 270. Wyniki tego spisu są kwestionowane, przypuszcza się, iż do Andyjczyków zaliczono także przedstawicieli kilku mniejszych wspólnot językowych (Botlichowie, Bagulalowie, Czamalalowie, Godoberowie i Tindowie). Porównanie danych statystycznych z różnych lat pozwala stwierdzić, iż za użytkowników andyjskiego zostali najprawdopodobniej uznani użytkownicy innych, drobniejszych języków kaukaskich, o ile, statystyki zostały przekłamane. Możliwe jest bowiem, iż w ciągu ostatnich lat doszło do pełnej asymilacji tych etnosów.
Język ten nie wykształcił piśmiennictwa, aczkolwiek podejmuje się pewne próby jego zapisywania dla celów użytkowych. Sporadycznie ukazują się drobne druki, nieregularnie wychodzi jedna gazeta w języku andyjskim. Poza tymi, bardzo skromnymi próbami, język andyjski jest używany wyłącznie w sytuacjach nieformalnych, w domu, wśród przyjaciół. W edukacji wykorzystywane są języki awarski i rosyjski. W wielu sferach życia powszechnie używa się języka rosyjskiego, a w roli języka literackiego występuje awarski. Andyjski jest zdecydowanie zagrożony wymarciem.
Andyjski jest językiem ergatywnym. Posiada bardzo skomplikowaną deklinację (ze względu na znaczną liczbę przypadków) i względnie prostą koniugację.
Studia nad językiem andyjskim zapoczątkował niemiecki kaukazolog Adolf Dirr (1867–1930), publikując w 1906 r. w Tbilisi pracę Krótka gramatyka języka andyjskiego z tekstami, słowniczkiem oraz rosyjskim indeksem (Краткий грамматический очерк андийского языка с текстами, сборником андийских слов и русским к нему указателем).

## Alfabet
| А а   | Б б     | В в   | Г г     | ГӀ гӀ   | Гь гь | Гъ гъ   | ГъӀ гъӀ | Д д   | Е е   |
| Ё ё   | Ж ж     | Жъ жъ | ЖъӀ жъӀ | З з     | И и   | Й й     | К к     | КӀ кӀ | Кь кь |
| Къ къ | КъӀ къӀ | Л л   | ЛӀ лӀ   | Ль ль   | Лъ лъ | ЛъӀ лъӀ | М м     | Н н   | О о   |
| П п   | ПӀ пӀ   | Р р   | С с     | Т т     | ТӀ тӀ | У у     | Ф ф     | Х х   | ХӀ хӀ |
| Хь хь | Хъ хъ   | Ц ц   | ЦӀ цӀ   | ЦъӀ цъӀ | Ч ч   | ЧӀ чӀ   | ЧъӀ чъӀ | Ш ш   | Щ щ   |
| Ъ ъ   | Ь ь     | Ӏ     | Э э     | Ю ю     | Я я   |         |         |       |       |